# Otiothops contus
Espèce
Otiothops contus est une espèce d'araignées aranéomorphes de la famille des Palpimanidae.

## Distribution
Cette espèce est endémique du Pernambouc au Brésil,.

## Description
Le mâle holotype mesure 3,31 mm.

## Publication originale
- Platnick, 1975 : A revision of the palpimanid spiders of the new subfamily Otiothopinae (Araneae, Palpimanidae). American Museum Novitates, no 2562, p. 1-32 (texte intégral).